# Chapelle-Vallon
 Chapelle-Vallon  là một xã ở tỉnh Aube, thuộc vùng Grand Est ở phía bắc miền trung nước Pháp.